# Massoudella geniculata
 (novembre 2019).
Genre
Synonymes
- Australella Stach, 1949 nec Annandale, 1910

Espèce
Synonymes
- Brachystomella geniculata Womersley, 1934

Massoudella geniculata, unique représentant du genre Massoudella, est une espèce de collemboles de la famille des Brachystomellidae.

## Distribution
Cette espèce est endémique d'Australie.

## Description
L'holotype mesure 1,25 mm.

## Étymologie
Ce genre est nommé en l'honneur de Zaher Massoud.

## Publications originales
- Womersley, 1934 : Notes on some Australian Collembola. Stylops, vol. 3, p. 244-246.
- Ellis & Bellinger, 1973 : An annotated list of the generic names of Collembola (Insecta) and their type species. Monografieën van de Nederlandse Entomologische Vereniging, no 7, p. 1-74.